# Gaspard Ulliel
Gaspard Ulliel (Neuilly-sur-Seine, 25 november 1984 – Grenoble, 19 januari 2022) was een Frans filmacteur en model.

## Biografie
Gaspard Ulliel had een litteken op zijn linkerwang als gevolg van een hondenbeet toen hij 6 jaar was. Hij ging naar de universiteit van Saint-Denis, waar hij film studeerde. Hij begon in tv-films te spelen op het einde van de jaren 1990 en het begin van de jaren 2000 en werd vervolgens bekend als filmacteur in Frankrijk maar ook daarbuiten, onder meer in de titelrol van de film Hannibal Rising.
In 2007 stond Ulliel op de omslag van de Franse Vogue, samen met het Nederlandse supermodel Doutzen Kroes. Later was hij het gezicht van Longchamp, een Frans merk van leder- en luxegoederen, samen met Kate Moss. 
Ulliel overleed op 37-jarige leeftijd aan de gevolgen van een ski-ongeval.

## Onderscheidingen
Ulliel werd in 2003 genomineerd voor de César van meestbelovende acteur. In 2005 won hij deze onderscheiding voor zijn rol in Un long dimanche de fiançailles, waarin hij de hoofdrol speelde met Audrey Tautou. In 2010 was hij het gezicht geworden van Bleu de Chanel, een parfum van Chanel.

## Filmografie
| Jaar | Film                                               | Rol                         | Opmerkingen                   |
| ---- | -------------------------------------------------- | --------------------------- | ----------------------------- |
| 1997 | Mission protection rapprochée                      |                             | tv-film                       |
| 1998 | Bonnes vacances                                    | Joel                        | tv-film                       |
| 1999 | Alias                                              | Nicolas Trajet              |                               |
| 1999 | La bascule                                         | Olivier Baron               | tv-film                       |
| 1999 | Juliette                                           | Nicolas Dastier             | tv-film                       |
| 2000 | Julien l'apprenti                                  | 14-jarige Julien            | tv-film                       |
| 2001 | Brotherhood of the Wolf                            | Louis                       |                               |
| 2001 | L'oiseau rare                                      | Gaspard                     |                               |
| 2002 | Summer Things                                      | Loïc                        |                               |
| 2003 | Les Égarés                                         | Yvan                        |                               |
| 2004 | The Tulse Luper Suitcases, Deel 2: Vaux to the Sea | Leon                        |                               |
| 2004 | Un long dimanche de fiançailles                    | Manech Langonnet            |                               |
| 2004 | Le dernier jour                                    | Simon                       |                               |
| 2005 | Nina's Home                                        | Izik                        |                               |
| 2006 | Paris, je t'aime                                   | Gaspard                     |                               |
| 2007 | Jacquou le Croquant                                | Jacquou                     |                               |
| 2007 | Hannibal Rising                                    | Hannibal Lecter             |                               |
| 2007 | L'inconnu                                          |                             |                               |
| 2008 | Third Part of the World                            | François                    |                               |
| 2008 | Un barrage contre le Pacifique                     | Joseph                      |                               |
| 2009 | Le Premier Cercle (Inside Ring)                    | Anton Malakian              |                               |
| 2009 | The Vintner's Luck                                 | Xas                         |                               |
| 2009 | Ultimatum                                          | Nathanaël                   |                               |
| 2009 | The Vintner's Luck                                 | Xas                         |                               |
| 2010 | The Princess of Montpensier                        | Henri de Guise              |                               |
| 2011 | The Art of Love                                    | William                     |                               |
| 2012 | Mes amours décomposé(s)                            | Corps                       | Korte film                    |
| 2012 | A Greek Type of Problem                            | Balthazar                   |                               |
| 2012 | Les Cinq Légendes                                  | Jack Frost                  | Animatiefilm                  |
| 2014 | Saint Laurent                                      | Yves Saint Laurent          |                               |
| 2016 | Juste la fin du monde                              | Louis                       |                               |
| 2016 | La Danseuse                                        | Louis                       |                               |
| 2018 | Eva                                                | Bertrand Valade             |                               |
| 2022 | Plus que Jamais                                    | Mathieu                     |                               |
| Jaar | Televisie-optredens                                | Rol                         | Opmerkingen                   |
| 1999 | Le refuge                                          | Quentin                     | "La Finette"                  |
| 2004 | Navarro                                            | Thierry Morlaas             | "La Machination"              |
| 2022 | Moon Knight                                        | Midnight Man / Anton Mogart | Gastrol in "The Friendy Tipe" |